# Kattina Both
Kattina Both (1905-1985), surnommée Katt Both, était une architecte et photographe allemande. Elle a étudié à Cassel, Halle et au Bauhaus, d’abord à Weimar, puis à Dessau.

## Architecture
En 1928, elle expose son travail à l’exposition Heim und Fabrik à Munich, avec son agence Luckhardt and Ancker. Plus tard, elle travaillera au sein du cabinet d’architecture de Otto Haesler, à Celle.

## Photographie
Kattina Both était aussi photographe. Certaines de ses réalisations font partie de la collection du LACMA museum.